# هیث هرینگ
هیث هرینگ (به انگلیسی: Heath Herring) (متولد؛ ۲ مارس ۱۹۷۸ ویکو، تگزاس) یک مبارز هنرهای رزمی ترکیبی اهل ایالات متحده آمریکا است. وی از سن ۱۸ سالگی به هنرهای رزمی ترکیبی روی آورد و از سال ۱۹۹۷ وارد هنرهای رزمی ترکیبی شد.
او در رشته‌های جوجیتسو برزیلی، کیک بوکسینگ، سامبو و کشتی هم فعالیت داشته‌است. هرینگ در حال حاضر در بخش سنگین‌وزن رایزین رقابت می‌کند و پیشتر در یو اف سی و کی وان رقابت کرده‌است.